# Reserve (Wisconsin)
Reserve is een plaats (census-designated place) in de Amerikaanse staat Wisconsin, en valt bestuurlijk gezien onder Sawyer County.

## Demografie
Bij de volkstelling in 2000 werd het aantal inwoners vastgesteld op 436.

## Geografie
Volgens het United States Census Bureau beslaat de plaats een oppervlakte van 139,1 km², waarvan 137,3 km² land en 1,8 km² water. Reserve ligt op ongeveer 405 m boven zeeniveau.

## Plaatsen in de nabije omgeving
De onderstaande figuur toont nabijgelegen plaatsen in een straal van 16 km rond Reserve.